# ザービン県
ザービン県（ザービンけん、ベトナム語：Huyện Gia Bình / 縣嘉平?）は、ベトナム社会主義共和国バクニン省の県。面積は107.5 km²、人口は103,100人（2009年）である。